# ژیشی
ژیشی (به لاتین: Jiexi County) یک شهرستان در جمهوری خلق چین است که در جیه‌یانگ واقع شده‌است.

## خصوصیات
ژیشی ۸۲۵٬۳۱۳ نفر جمعیت دارد.